# Cryptocephalus leonhardi
Cryptocephalus leonhardi es una especie de insecto coleóptero de la familia Chrysomelidae.
Fue descrita científicamente en 1918 por Breit.